# Serijal o Galaktičkom carstvu
Serijal o Galaktičkom carstvu sadrži tri najranija romana i jednu kratku priču Isaaca Asimova. Prema nutarnjem kronološkom redu to su:
- Zvijezde, prah nebeski (The Stars, Like Dust; 1951) – roman
- Svemirske struje (The Currents of Space; 1952) – roman
- Kamenčić na nebu (Pebble in the Sky; 1950) – prvi roman Isaaca Asimova
- Slijepa ulica (Blind Alley; 1945) – kratka priča

Ove su priče smještene u istoj budućnosti kao i trilogija o Zakladi, koja je izlazila u časopisima počevši od 1942. Međutim, nabrojane priče su samo labavo povezane, jer je svaka od njih potpuno samostalna. Glavne dodirne točke su: Asimovljeva zamisao o budućem Galaktičkom carstvu; određeni vidovi tehnologije – hiperpogon, laserski pištolji, "neuronski bičevi", moguće otkriće "Visi-Sonora" – te specifične lokacije, kao što je planet Trantor. Daljnja je veza kasnije uspostavljena s romanom Roboti i Carstvo, u kojemu Asimov otkriva kako je Zemlja postala radioaktivna, kao što se spominje u Zvijezdama, prahu nebeskom i Kamenčiću na nebu. Neki izvori ovo dodatno pojačavaju tvrdeći da se radnja romana Zvijezde, prah nebeski odvija nekih tisuću godina nakon događaja opisanih u romanu Roboti i Carstvo.
Kratka priča Slijepa ulica jedina je priča smještena u univerzumu Zaklade koja govori o inteligenciji koja nije ljudskog podrijetla; Zaklada i Zemlja doduše govori o ne-ljudskim inteligencijama (na planetima Solaria i Gaia), no oni vuku podrijetlo od ljudi ili su ih ljudi stvorili.
Asimov je ova četiri djela kasnije integrirao u svoj sveobuhvatni serijal o Zakladi. Bile su potrebne određene prilagodbe kako bi se objasnila gotovo potpuna odsutnost robota serijala o robotima iz romana o Galaktičkom carstvu. Stvarni razlog jest to da je Asimov pisao izvorne kratke priče o robotima i Zakladi u odvojenim serijalima, tako da može nastaviti pisati jedan ako bi se (on ili njegovi čitatelji) umorio pišući drugi.